# Richard Hooker (författare)
H. Richard Hornberger, född 1 februari 1924 i Trenton, New Jersey, USA, död 4 november 1997 i Waterville, Maine, var en amerikansk författare och kirurg som publicerade sina verk under pseudonymen Richard Hooker. Hans mest kända verk är MASH: A Novel About Three Army Doctors från 1968 (MASH, svensk översättning 1976), som senare både filmatiserats (1970) och blivit TV-serie (1972-1983).
Hooker skrev sedan uppföljarna MASH goes to Maine, 1971 (MASH tillbaka, 1976), och MASH Mania, 1977. TV-seriens framgångar ledde till att mellan dessa uppföljare utgavs 1975-1977 tolv böcker som påstods vara skrivna av Richard Hooker och William E Butterworth, trots att Butterworth ensam skrivit dem.